# ガードナー尖礁

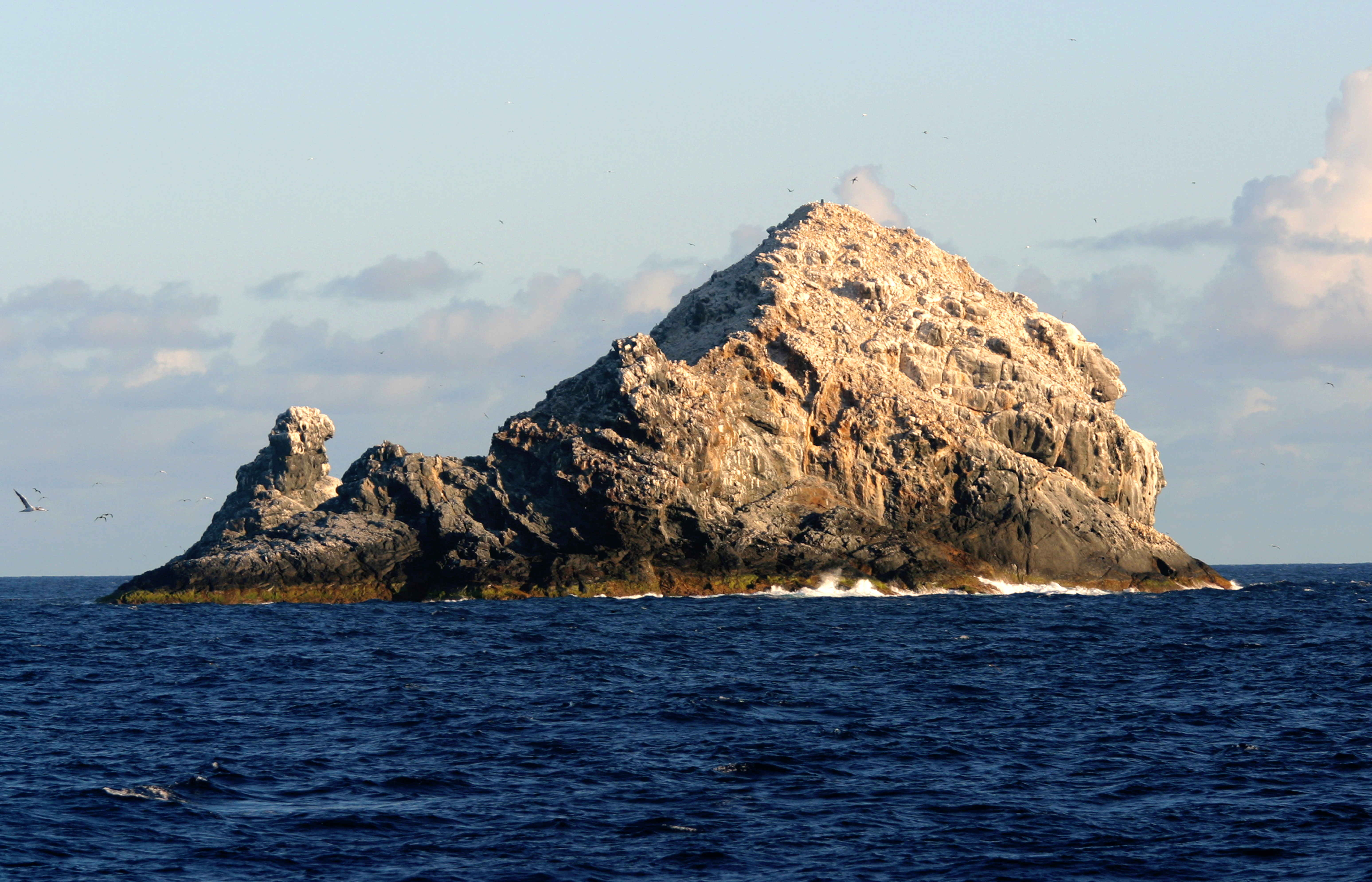
ガードナー尖礁

ガードナー尖礁(ガードナーせんしょう、Gardner Pinnacles,ハワイ名 Puhahonu)はホノルルより北西946kmの海上にそびえる岩礁である。二つの火山由来の岩があり、高さは57m、広さは24,035m2ほどである。1820年6月2日にアメリカ人捕鯨業者ジョゼフ・アレン（w:Joseph Allen）によって発見された。

## 島の状態
須川邦彦『無人島に生きる十六人』にはガードナー尖礁に関する描写がある。
三角形の島で、頂上がまっ白い島の近くを通った。この島は、ガードナー島といって、草も木も生えていないが、頂上がまっ白いのは、鳥のふんであった。
海鳥の多いこと、まったく鳥の島だ。遠くから見ると、むれ飛ぶ鳥で、空が白がすり、そうして、島は霜ふりに見える。